# Mustafa Sayar
Mustafa Sayar, né le 22 avril 1989 à Ereğli, est un coureur cycliste turc.

## Biographie
En juillet 2013, l'UCI annonce que Mustafa Sayar a subi un contrôle antidopage positif à l'EPO lors du Tour d'Algérie au mois de mars. Il est finalement suspendu par la fédération turque en janvier 2014.

## Palmarès sur route

### Par années
- 2007
  - Tour de la mer Noire juniors :
    - Classement général
    - 1re étape
- 2009
  -  Champion de Turquie sur route espoirs
  - 2e du championnat de Turquie du contre-la-montre
- 2010
  - 2e de l'International Paths of Victory Tour
- 2011
  - Tour d'Isparta :
    - Classement général
    - Prologue
- 2012
  - 2e du championnat de Turquie sur route

- 2016
  - 3e étape du Tour d'Ankara
  - 3e du championnat de Turquie du contre-la-montre
  - 3e du Tour d'Ankara
- 2018
  - 2e étape du Tour de Cappadoce
  - 2e du Tour de Cappadoce
  - 3e du championnat de Turquie sur route
  - 3e du Tour de la mer Noire
- 2019
  - Bursa Yildirim Bayezit Race
  - 3e de la Bursa Orhangazi Race
- 2021
  - 3e du championnat de Turquie du contre-la-montre
- 2022
  - 3e du Grand Prix Mediterrennean

### Classements mondiaux
| Année                                 | 2009 | 2010 | 2011 | 2012 | 2013 | 2014 | 2015 | 2016 | 2017 | 2018 | 2019 | 2020 | 2021  | 2022 |
| ------------------------------------- | ---- | ---- | ---- | ---- | ---- | ---- | ---- | ---- | ---- | ---- | ---- | ---- | ----- | ---- |
| Classement mondial                    |      |      |      |      |      |      |      | 827e | nc   | 594e | 532e | 959e | 1740e | 463e |
| UCI Europe Tour                       | 359e | 325e | 115e | 452e | 52e  | nc   | nc   | 529e | nc   | 365e | 407e | 751e | 1198e | 369e |
| UCI Africa Tour                       | nc   | nc   | nc   | nc   | 14e  | nc   | nc   | nc   | nc   | nc   |      |      |       |      |
|                                       |      |      |      |      |      |      |      |      |      |      |      |      |       |      |
| Légende : nc = non classéSource : UCI |      |      |      |      |      |      |      |      |      |      |      |      |       |      |

## Palmarès en VTT
- 2006
  -  Champion des Balkans de cross-country juniors
- 2007
  -  Champion de Turquie de cross-country juniors